# Emma Garrard
Emma Garrard (1981) es una deportista estadounidense que compitió en triatlón.
Ganó una medalla de bronce en el Campeonato Mundial de Triatlón Campo a Través de 2011, y una medalla de bronce en el Campeonato Europeo de Triatlón de Invierno de 2010. Además, obtuvo una medalla de bronce en el Campeonato Mundial de Xterra Triatlón de 2015.

## Palmarés internacional
| Campeonato Mundial | Campeonato Mundial           | Campeonato Mundial | Campeonato Mundial |
| Año                | Lugar                        | Medalla            | Prueba             |
| ------------------ | ---------------------------- | ------------------ | ------------------ |
| 2011               | Guijo de Granadilla (España) | Medalla de bronce  | Individual         |

| Campeonato Europeo | Campeonato Europeo | Campeonato Europeo | Campeonato Europeo |
| Año                | Lugar              | Medalla            | Prueba             |
| ------------------ | ------------------ | ------------------ | ------------------ |
| 2010               | Lygna (Noruega)    | Medalla de bronce  | Individual         |

| Campeonato Mundial | Campeonato Mundial    | Campeonato Mundial | Campeonato Mundial |
| Año                | Lugar                 | Medalla            | Prueba             |
| ------------------ | --------------------- | ------------------ | ------------------ |
| 2015               | Maui (Estados Unidos) | Medalla de bronce  | Individual         |